# Entrada monumental da Via Roma
A entrada monumental da Via Roma é um portão cívico moderno de Palermo.

## História
O portão cria uma entrada monumental e cenográfica para a rua de mesmo nome. O corte da Via Roma ocorreu na segunda metade do século XIX, mas o trecho inicial em direção ao sul, voltado para a Estação Central, permaneceu descoberto por muito tempo, consistindo apenas em uma vasta planície. Em 1924, decidiu-se anunciar um concurso nacional do qual participaram os mais importantes arquitetos modernistas da época: o vencedor do concurso foi Giuseppe Capitò. A construção só foi concluída em 1936. A data de sua construção é considerada o fim da era arquitetonicamente positiva de Palermo, iniciada por Ernesto Basile no final do século XIX.

## Outros projetos
- Media relacionados com Entrada monumental da Via Roma no Wikimedia Commons